# Euxenus ater
Espèce
Euxenus ater est une espèce d'insectes coléoptères appartenant à la famille des Anthribidae.

## Première publication
(en) W. S. Blatchley, Notes on the Rhynchophora of Eastern North America with Descriptions of New Species, IV, Journal of the New York Entomological Society, Vol. 36, No. 3 (Sep., 1928), pp. 235-262 Texte complet